# Svatý Vigilius
Svatý Vigilius (německy Vigilius von Trient, italsky Vigilio di Trento) byl tridentský biskup a misionář na přelomu 4. a 5. století. Zemřel mučednickou smrtí a římskokatolickou církví je uctíván jako světec.

## Život
Datum Vigiliova narození není přesně známo. Církevní martyrologium uvádí rok 363, v jiných zdrojích však bývá uváděn i rok 355. Narodil se do starobylé římské rodiny, otec se jmenoval Theodosius a matka Maxentia. Měl více sourozenců, z nichž za svaté jsou považováni jeho bratři Claudian a Magorian (†398). Rodina se s dětmi přestěhovala do Tridentu  z Říma, (předpokládaného místa jeho narození).
Teologické a filozofické vzdělání Vigilius získal v Athénách, kde se zřejmě rozvinulo jeho přátelství s Janem Zlatoústým, a později v  Římě, kde byl kolem 20. roku svého věku vysvěcen na kněze. Kolem roku 380 se vrátil do Tridentu, kde svým vzděláním a skromností vzbudil úctu a obdiv, a proto byl jako 24letý roku 385 aklamací zvolen druhým tridentským biskupem. 
Vzorem biskupské služby mu byl svatý Ambrož, se kterým udržoval kontakty. Snažil se ve své diecézi vymýtit ariánskou herezi, sám působil jako misionář. Z Milána si přivedl ku pomoci trojici kněžích - Sisinia, Martýria a Alexandra. Tito tři kněží však byli zabiti pohany. Vigilius získal jejich ostatky, a dal je přenést do Tridentu (translace = přenesení ostatků v té době bylo rovno aktu svatořečení).
Vigilius nadále působil jako misionář se svým bratrem a druhy. Když u Gardského jezera vyvrátil pohanskou modlua podle Spiazzovy legendy ji vhodil do řeky Sarca, rozlícení pohané jej nejdříve byli svými dřeváky a pak ukamenovali. Jeho ostatky byly přeneseny a pohřbeny v tridentské katedrále, která nese jeho jméno.

## Úcta

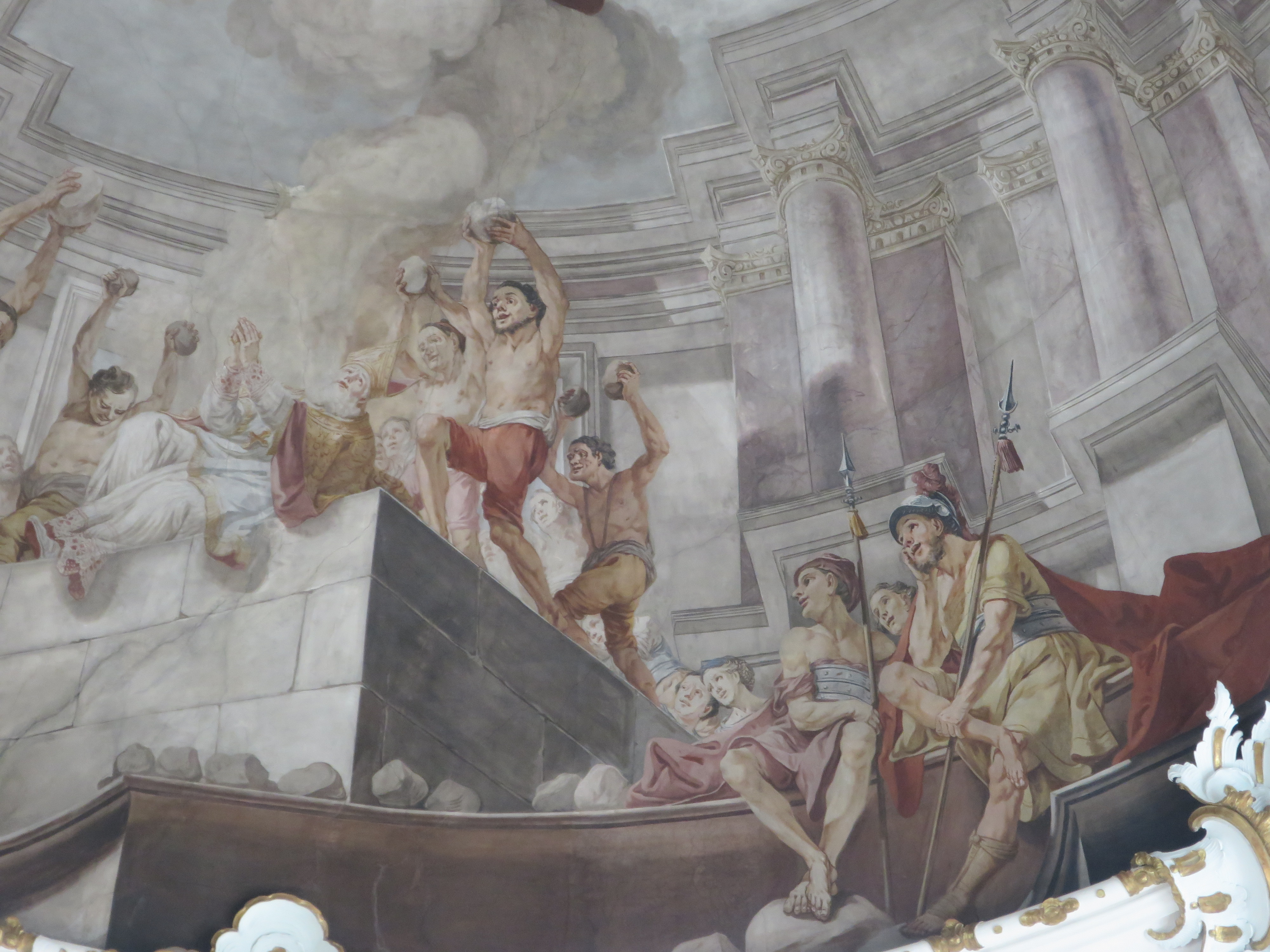
Ukamenování sv. Vigilia, freska Matthäuse Günthera na klenbě kostela Sv. Vigilia v Ennebergu(1782)

Je uctíván jako patron města Tridentu, vzýván jako patron diecézí tridentské a brixenské.  Je také spolupatronem dalších rakouských měst nebo obcí. Ve Vídni bylo při stavbě metra nalezeno jádro jeho zděného kostela, nejstarší z vídeňských svatyň. Památka je expozicí Muzea města Vídně a je přístupná ze stanice metra zelené trasy.

### Poutní cesta
V 15. a 16. století byly poprvé konány zbožné či kajícné pouti v trase cesty, kterou měl roku 405 projít svatý Vigilius. Trasa spojuje Trident s horským střediskem Madonna di Campiglio, údolím Adiže a pohořím Dolomiti di Brenta. v délce kolem 100 kilometrů, většinou vede po starobylé cestě, není moc frekventovaná pro své značné převýšení. 

## Vyobrazení
Bývá zobrazován jako biskup v červené kasuli a červeném pluviálu, kde červená je také barvou krve,  symbolizujíví jeho mučednictví, s infulí na hlavě a berlou v ruce, s rozevřeným evangeliem, se zbytky modly u nohou, někdy ve společnosti svých druhů, svatých Sisinia, Martýria a Alexandra.